# 헤드퍼스트 슬라이딩
헤드퍼스트 슬라이딩이란 야구에서 타자나 주자가 다음의 누상으로 진루할 때 손과 머리를 먼저 다음의 누상에 닫게 하는 슬라이딩을 가르킨다. 스탠드업 슬라이딩과 훅 슬라이딩과 더불어 슬라이딩의 한 종류이다.

## 특성
헤드퍼스트 슬라이딩은 타자나 주자가 누상에서 투수의 견제구에 대응하거나 다음의 누상으로 급하게 진루할 때 주로 쓰는 슬라이딩이다. 야구 선수라면 반드시 익혀야 하는 기술 중에 하나이며 헤드퍼스트 슬라이딩을 할 때에는 반드시 낮은 자세에서 반듯하게 미끄러지듯이 슬라이딩을 해야 한다. 옆으로 누운 자세에서 슬라이딩을 하면 어깨 부상의 위험이 크며 높은 자세에서 슬라이딩을 하면 배나 허리에 큰 충격으로 무리를 줄 수가 있기 때문이다. 또한 손가락을 위로 들지않으면 손가락 부상의 위험이 크므로 반드시 손가락을 위로 들고 슬라이딩을 해야 한다. 간혹 야구 경기가 우천으로 취소되는 등의 상황이 발생하면 야구 선수들이 천연 잔디나 방수포에서 홈플레이트를 향해 헤드퍼스트 슬라이딩을 하는 세레머니를 보여주기도 한다. 또한 홈플레이트에서 접전 상황이 발생할 때 헤드퍼스트 슬라이딩을 하면 포수와의 충돌로 부상의 우려가 있기 때문에 이런 상황에서는 가급적 헤드퍼스트 슬라이딩을 자제하는 것이 좋다.

## 같이 보기
- 슬라이딩
- 스탠드업 슬라이딩
- 훅 슬라이딩